# المصرية العالمية للسيارات
تعد مجموعة المصرية العالمية للسيارات (EIM)، التي تأسست في عام 1979، واحدة من أكبر الكيانات الخاصة في مصر . مجموعة المصرية العالمية للسيارات هي ذراع العمل الرئيسي في صناعة السيارات التابعة للشركة الأم (ألكان القابضة). تعمل مجموعة المصرية العالمية للسيارات في العديد من القطاعات، بما في ذلك خدمة وتوزيع مركبات السيارات،  بالإضافة إلى تصنيع أجهزة تحريك التربة وسيارات الركاب متعددة الأغراض والمعدات البحرية إلى معدات الطاقة. المصرية العالمية للسيارات يقع مقرها الرئيسي بالمقطم، القاهرة وهي في شراكة مع رينو مصر.
منذ عام 2006، أسست الشركة المصرية الدولية للتجارة والتوكيلات نفسها الموزع الوحيد لشركة كيا موتورز في مصر، والتي أصبحت شركة تابعة لمجموعة المصرية العالمية للسيارات.

## مجموعة الكان
تأسست مجموعة الكان في عام 1974 من قبل محمد محمود نصيرمحمد محمود نصير  (رئيس مجلس الإدارة). تتكون المجموعة من ثلاثة عشر شركة شقيقة، والتي تتراوح من حلول تكنولوجيا المعلومات ومتكاملي النظم إلى التمويل والاستشارات الاستثمارية والغزل الصناعي من خيوط القطن.

## روابط خارجية
- موقع مجموعة المصرية العالمية للسيارات
- مجموعة المصرية العالمية للسيارات ينكدين
- مجموعة المصرية العالمية للسيارات ورينو
- الكان القابضة (الشركة الأم لمجموعة المصرية العالمية للسيارات)